# قاعدة مكملة
تعرف القاعدة المكملة (بالإنجليزية: Default Rule)‏ على أنها القواعد التي يمكن الإتفاق على ما يخالفها، فجاءت هذه القاعدة لتعزز مبدأ العقد شريعة المتعاقدين . حيث أن القواعد القانونية تقسم إلى قسمين : القواعد الآمرة والقواعد المكملة، فالقاعدة الآمرة هي القواعد التي لا يجوز الإتفاق على ما يخالفها، وأي إتفاق يؤدي إلى مخالفتها يعتبر باطل وكل ما بني على باطل فهو باطل والباطل لا يرتب أي أثر قانوني ، فلم يسمح المشرع بمخالفة مثل هذه القواعد لان مخالفتها تؤدي إلى مخالفة النظام العام والأداب . هناك كثير من الأمثلة على قواعد أمرة منها : أن سن الأهلية في القانون هو ثمانية عشر سنة شمسية كاملة هذه القاعدة أمرة لا يجوز للافراد الاتفاق على ما يخالفها .
ترتبط نظرية القاعدة المكملة أحيانًا بمفهوم العقد الكامل حيث أن أطراف التعاقد يجب أن يتفقوا على كامل الحقوق والواجبات، فالعقد الغير كامل هو العقد الذي يحتوي على فجوات نتيجة وجود جوانب لم يتم الإتفاق عليها، فجاءت هذه القواعد لتكمَل إرادة الأطراف وتسد تلك الثغرات، لتتحول هذه القواعد إلى قواعد آمرة في حال عدم الإتفاق، فعلى سبيل المثال يجوز للمشتري أن لا يدفع الثمن وقت التعاقد ودفعه في وقت أخر إذا تم الاتفاق ولكن إذا لم يتفق الأطراف فيجب على المشتري تسليم الثمن عند التعاقد اولا وقبل تسليم المبيع فأصبحت هذه القاعدة ملزمة للأطراف .

## روابط أخرى
- القواعد المكملة